# Balbisia microphylla
Balbisia microphylla är en tvåhjärtbladig växtart som först beskrevs av Rodolfo Amando Philippi, och fick sitt nu gällande namn av Karl Friedrich Carlos Federico Reiche. Balbisia microphylla ingår i släktet Balbisia och familjen Vivianiaceae. Inga underarter finns listade i Catalogue of Life.